# Mesochorus pictilis
Mesochorus pictilis là một loài tò vò trong họ Ichneumonidae.